# Saison 1 de Cherif
Chronologie
Saison 2
Cet article présente les épisodes de la première saison de la série télévisée Cherif.

## Liste des épisodes

### Épisode 1:Les Liens du Sang
- France : 25 octobre 2013 sur France 2

- France : 3,46 millions de téléspectateurs (13,7 % de part d'audience)[1] (première diffusion)

- Lionnel Astier : M. Ribot
- Natalia Dontcheva : Mme Ribot
- Nicolas Gerout : Eddy Janzik
- Nadia Fossier : Sylvie Leroy
- Michaël Vander-Meiren : Jean-Luc Leroy
- Cédric Delsaux : Franck Leroy
- Cédric Weber : Avocat de Mme Ribot

### Épisode 2:Faux Semblants
- France : 25 octobre 2013 sur France 2

- France : 3,14 millions de téléspectateurs (13,8 %)[2] (première diffusion)

- Bruno Wolkowitch : Dominique Winckler
- Fred Saurel : Roger
- Roby Schinasi : Jean-Yves Winckler
- Rémy Adriaens : Le roux
- Diego Lacombe : Théo
- Alain Zef : PTS
- Véronique Kapoïan : Lydia Schwartz
- Christian Schiaretti : Maître Demaison
- Numina Ducrot : Éloïse
- Franck Adrien : Lefeuvre
- Valérie Gil : Fabienne Serrault
- Daniel Briquet : Policier

### Épisode 3:Le Dernier Mot
- France : 1er novembre 2013 sur France 2

- France : 3,74 millions de téléspectateurs (15,3 %)[3] (première diffusion)

- Sonia Rolland : Ludivine Delaunay
- Jacques Chambon : Docteur Xavier Bertin
- Mathilde Martinage : Jennifer
- Michèle Morel : Amie d'Hélène
- Arsène Mosca : Jean-Pierre Rochmansky, indic de Kader Cherif
- Ginger Roman : Milou

### Épisode 4:Injustice
- France : 15 novembre 2013 sur France 2

- France : 3,37 millions de téléspectateurs (15 %)[4] (première diffusion)

- Jérôme Anger : Hervé Dulong
- Claude Koener : Juge Caron
- Valentin Traversi : Pierre Caseneuve
- Lily Bloom : Chloé Duval
- Tassadit Mandi : Naïma
- Marie Fouqueau : Directrice des Acacias
- Pasquale D'Inca : M. Maubert
- Igor Mendjisky : Julien Maubert
- José Gerel : M. Durieux
- Gilles Chabrier : Benoît Guillaume
- Maxime Mansion : Damien Garnier
- Franck Gonzalez : Policier BAC
- Christian Minakian : Chef sécurité tribunal

### Épisode 5:Crime à la Carte
- France : 22 novembre 2013 sur France 2

- France : 3,50 millions de téléspectateurs (13,5 %)[5] (première diffusion)

- Valérie Karsenti : Anne Delvos
- Catherine Demaiffe : Perrine Chartier
- Rufus : M. Hurtince
- Jordi Le Bolloc'h : Xavier Blancard ("Leblanc" au générique)
- Fanny Gilles : Noémie Legay
- Maxence Bod : Patrick
- Julien Michel : Yannick
- Sébastien Bonnet : fan de Johnny
- Melanie Baxter-Jones : femme du fan de Johnny

### Épisode 6:Diagnostic: Meurtre
- France : 9 décembre 2013 sur France 2

- France : 3,37 millions de téléspectateurs (14 %)[7] (première diffusion)

- Yaniss Lespert : Hugo
- Stéphane Caillard : Marion
- Irène Ismaïloff : Mme Médéros
- Philippe Duquesne : M. Médéros
- Victor Chambon : Ami de Jérémy
- Alexis Barbosa : Ambulancier
- Lisa Massol : Secrétaire hôpital
- David Brécourt : Professeur Bériet

### Épisode 7:Reine d’un jour
- France : 7 janvier 2014 sur France 2

- France : 3,45 millions de téléspectateurs (12,7 %)[8] (première diffusion)

- Frédéric Gorny : Pierre Clément, avocat et compagnon de Deborah Atlan
- Micky Sébastian : Estelle Dionnet
- Anne Charrier : Nathalie Plessard
- Perkins Lyautey : Samuel Deliège
- Gaëlle Neverre : Coralie
- Alain Chapuis : Père Coralie
- François Godart : Arnaud Girona
- Cyril Lecomte : Éric Lefèvre

### Épisode 8:Black Jack
- France : 14 janvier 2014 sur France 2

- France : 3,5 millions de téléspectateurs (13,4 %)[10] (première diffusion)

- Vincent Winterhalter : Éric et Jean Verdier
- Éléonore Pourriat : Véronique Verdier
- Léo Paul Salmain : Axel Verdier
- Laurent Olmedo : Luc Chevais
- Alain Blazquez : M. Legall
- Christine Brotons : Mme Legall
- Lionel Buisson : David Zywak
- Marie-Cécile Ouakil : Christelle Vorski
- Philippe Saïd : Maître Decroix
- Éric Soubelet : Maître Martini
- Renaud Leymans : Ludo Zyta
- Bernard Villanueva : Père découverte corps
- Olivier Colignon : Fils découverte corps